# エゾアカガエル
エゾアカガエル（蝦夷赤蛙、学名：Rana pirica）は、両生綱カエル目（無尾目）アカガエル科に分類されるカエルの一種。

## 分布
日本（北海道、利尻島、奥尻島、礼文島、国後島、択捉島、色丹島）、ロシア（サハリン）に分布する。
北海道に生息する在来のカエルは、ニホンアマガエルと本種のみ。

## 分類
かつてはヨーロッパアカガエル（Rana temporaria temporaria）と同一の亜種と考えられ、その後はチョウセンヤマアカガエル（Rana dybowskii）と同一の種もしくは亜種とされていた。しかし、染色体数から独立種であることが判明し、1991年に正式に新たな学名が与えられた。
学名の種小名は、アイヌ語で「美しい」を意味するpirkaを「ピリカ」と日本語で音写したもの。本来のアイヌ語では「リ」は音節末の流音であり、母音はつかない。

## 形態
体長はオスが46-55mm、メスが54-72mmで、メスの方がオスより明らかに大きい。体色は黒褐色から赤茶色。眼の後ろから伸びる背側線は鼓膜の後ろでゆるく曲がる。四肢はやや短く、指の間には水かきが発達する。オスは下顎に左右1対の鳴嚢がある。
サハリン個体群は北海道個体群とは形態的にかなり違いがあるとされる。
ひとつの卵の大きさは1.7-2.3mmほどで、幼生（オタマジャクシ）は全長45mmまで成長し、尾は中程度の長さで太くはない。捕食者であるエゾサンショウウオの幼生が多数生息する環境では、尾ひれの丈が高く、胴部がゼラチン状の物質で膨満した防御形態に変化する。

## 生態
生息環境は平地や湿地、森林や高山帯と様々である。肉食性で、昆虫類、クモ、土壌動物を食べる。土壌動物の中でも、ヤスデとジムカデを食べることが胃内容物の調査から確認された。
繁殖期は基本的には4-5月だが、高地では7月と遅い。「キャラララ、キャラララ」と鳴き、繁殖期以外で鳴くことはほとんどない。夜間の方が活発に鳴くが、昼間でも鳴く。池や湿地などの浅い水域や水たまりに産卵する。卵塊は扁平な球状で、卵数は700-1100個。ときにはとても大きな卵塊群を形成することもある。
11月から4月の冬期は、水底で冬眠する。